# Герасимович, Александр (футболист)
Александр Н. Герасимович (род. 2 января 1979, Минск) — белорусский футболист, вратарь. Мастер спорта РБ.

## Биография
Воспитанник СДЮШОР «Динамо» (Минск), первый тренер — Анатолий Иванович Боговик. Взрослую карьеру начинал в командах, входивших в систему минского клуба — «Динамо-Юни» в первой лиге и «Динамо-2» во второй лиге. За основной состав минчан сыграл один матч в высшей лиге в 2000 году, команда стала бронзовым призёром чемпионата в том сезоне.
В 2001 году выступал за «Жальгирис» (Вильнюс) в чемпионате Литвы, перешёл в клуб вместе с группой экс-игроков «Динамо». Сыграл 8 матчей, стал бронзовым призёром лиги и финалистом Кубка Литвы (в финале не играл).
В 2002 году играл за дебютанта высшей лиги Беларуси «Звезда-ВА-БГУ». В 2003 году перешёл в «Шахтёр» (Солигорск), где провёл два сезона, но не смог стать твёрдым игроком основы. Бронзовый призёр чемпионата страны 2004 года, обладатель Кубка Беларуси 2003/04. В 2005 году снова играл за «Звезду», которая по итогам сезона вылетела из высшей лиги.
В середине 2000-х годов провёл два сезона в клубе второго дивизиона Польши «Подбескидзе» (Бельско-Бяла), но сыграл только один официальный матч в первенстве страны. После возвращения на родину выступал за «Дариду» (Ждановичи), с которой занял место в зоне вылета из высшей лиги, а по окончании сезона 2008 года клуб был расформирован.
С 2009 года до конца карьеры играл за клубы первой лиги — «СКВИЧ» (Минск), «Городея», «Сморгонь». Становился серебряным призёром первой лиги в 2010 году со СКВИЧем и бронзовым — в 2011 году с «Городеей». В 2014 году был в заявке «Смолевичей», но на поле не выходил. В конце 2010-х годов играл в любительских соревнованиях в Минске.
Всего в высшей лиге Беларуси сыграл 51 матч.
Выступал за молодёжную сборную Беларуси (2 матча).

## Достижения
- Обладатель Кубка Беларуси: 2003/04
- Бронзовый призёр чемпионата Беларуси: 2000, 2004
- Бронзовый призёр чемпионата Литвы: 2001
- Финалист Кубка Литвы: 2001